# Мексика на летних Олимпийских играх 1980

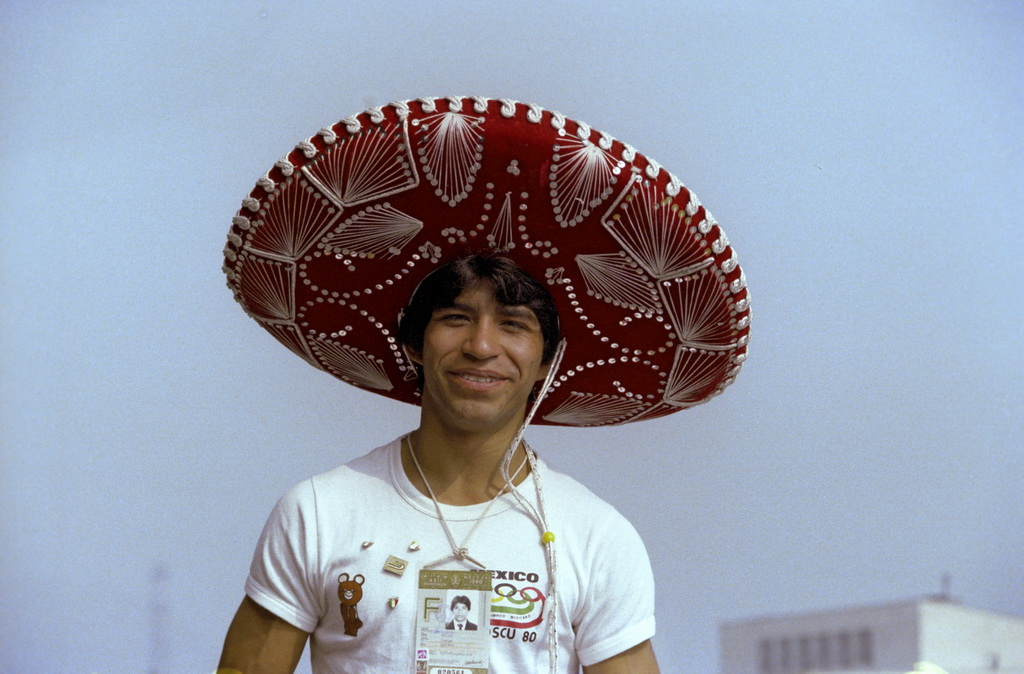
Мексиканский спортсмен на Олимпийских играх в Москве

Мексика принимала участие в Летних Олимпийских играх 1980 года в Москве в тринадцатый раз за свою историю, и завоевала одну серебряную и три бронзовые медали. Мексику представляли 45 спортсменов (36 мужчин и 9 женщин). Единственное серебро принёс знаменосец сборной прыгун в воду Карлос Хирон, а все три бронзы были завоёваны в конном спорте, при этом 43-летний Хоакин Перес занял третье место как личном конкуре, так и в командном.

## Серебро
- Карлос Хирон — прыжки в воду, 3-метровый трамплин, мужчины

## Бронза
- Хоакин Перес — конный спорт, индивидуальный конкур.
- Хоакин Перес, Хесус Гомес, Херардо Тассер и Альберто Васкес-младший — конный спорт, командный конкур.
- Мануэль Мендивиль, Давид Барсена, Хосе Луис Перес и Фабиан Васкес — конный спорт, командное троеборье.